# 어느 멋진 날 (2005년 드라마)
《어느 멋진 날》은 2005년 3월 4일에 MBC에서 방영한 베스트극장이다.

## 줄거리
강인수는 조직의 오른팔 노릇을 하며 깽패짓을 하고 살아가는데, 어느날 희경이라는 앞이 안보이는 아이가 찾아온다. 희경이 며칠만 신세 지겠다고 그의 집에 머물게 되는데, 인수는 2년 전 사랑했던 애인 순영을 생각나게 하는 희경의 말과 행동 때문에 화나간다.
2년 전, 인수는 클럽으로 술배달 일을 하던 중 그곳에서 주방일을 하던 순영을 만나 사귀게 되지만, 곧 순영은 아버지의 빚 때문에 술집으로 팔려가게 되면서 두 사람의 사랑은 어긋나게 된다. 그 뒤 순영의 연락이 끊기게 되자 인수는 순영을 증오하며 살았다. 인수는 희경이 순영과 같다는 생각에 혼란스러웠다. 친구 창범에게서 희경이 전해주라 했다면서 머리핀을 받게 된다.

## 등장 인물

### 주요 인물
- 김민준 : 인수 역
- 장희진 : 순영 역 - 인수의 전 애인
- 박신혜 : 희경 역 - 시각장애인

### 그 외 인물
- 김뢰하 : 보스 역
- 이대혁
- 이옥정
- 이화진
- 고영기
- 김진형
- 변신호
- 김영민
- 이세백
- 박통일
- 이용선
- 이석민 (아역)